# Yeray S. Iborra
Yeray Sánchez Iborra, conegut simplement com a Yeray S. Iborra   (el Besòs i el Maresme, 1990), és un periodista, escriptor i professor català.
Va cursar estudis de Periodisme i Periodisme literari a la Universitat Autònoma de Barcelona. Després d'acabar la universitat, publica articles a mitjans com ElDiario.es, l'Ara, Público i Panenka. Va guanyar dues beques DevReporter sobre el procés de migració. Fruit d'aquest fet, va escriure Vida mantera. Retrat circular de la venda ambulant (2019), que tracta de l'activitat dels venedors ambulants de Barcelona i de la seva organització col·lectiva. A més, és coautor del documental Vides deportades (2020), emès al programa 30 Minuts de TV3.
Dedica gran part del temps a parlar sobre cultura pop a MondoSonoro, El Nacional i Rockdelux. De fet, el 2024 va publicar Fenomen Taylor Swift (2024), un assaig sobre la cantant Taylor Swift que va rebre bones crítiques.